# Caterina Valente
Caterina Valente (ur. 14 stycznia 1931 w Paryżu, zm. 9 września 2024 w Lugano) – włoska piosenkarka, gitarzystka, tancerka i aktorka.
Urodziła się we włoskiej rodzinie artystów wodewilowych – matka była piosenkarką i komikiem, a ojciec muzykiem (specjalizował się w grze na akordeonie). Jako dziecko występowała z rodzicami. Jej bratem był piosenkarz, klarnecista i gitarzysta Silvio Francesco (1927–2000). W czasie wojny była internowana w obozie w Essen. Zakończenie wojny przeżyła we Wrocławiu. Gdy Armia Czerwona zaczęła zbliżać się do Śląska, Valente postanowiła opuścić miasto i udać się w kierunku Drezna. Nie było to możliwe, bo z uwagi na swoją włoską narodowość została zatrzymana i osadzona w obozie przy Clausewitzstrasse (ob. ul. Józefa Haukego-Bosaka). Po wojnie została wywieziona do obozu w ZSRR, skąd wyjechała do Francji. W 1945 zaczęła się uczyć gry na gitarze. Jako piosenkarka debiutowała w 1953. Występowała z wieloma zespołami jazzowymi i rozrywkowymi. Zagrała w kilku filmach. Śpiewała w 6 językach.
W 1967 wystąpiła na Międzynarodowym Festiwalu Piosenki w Sopocie.
Najpopularniejsze nagrania: „Malagueña”, „La brise et moi”.
Mieszkała w Lugano w Szwajcarii, posiadała również dom w Stanach Zjednoczonych.

## Wybrana dyskografia
- The Hi-Fi Nightingale (1956)
- Ole Caterina (1957)
- Plenty Valente! (1957)
- Classic with a Chaser (1960)
- Caterina 86 (1985)
- Ich Bin (1989)
- Super-Fonics (1995)
- Briglia Sciolta (1999)
- Sings Weil (2000)

Caterina Valente – fotogaleria
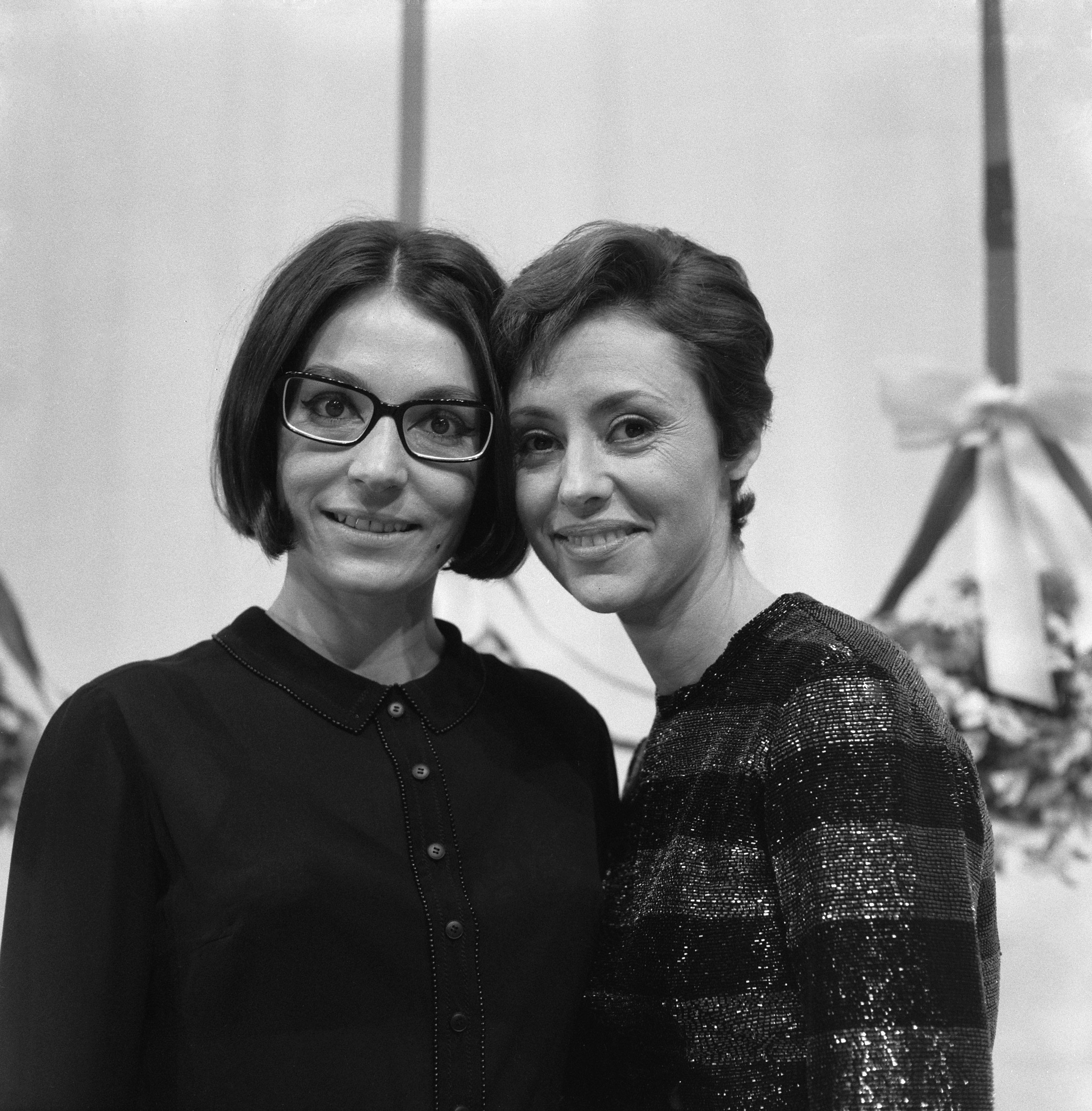
od prawej: Caterina Valente i Nana Mouskouri (1966)
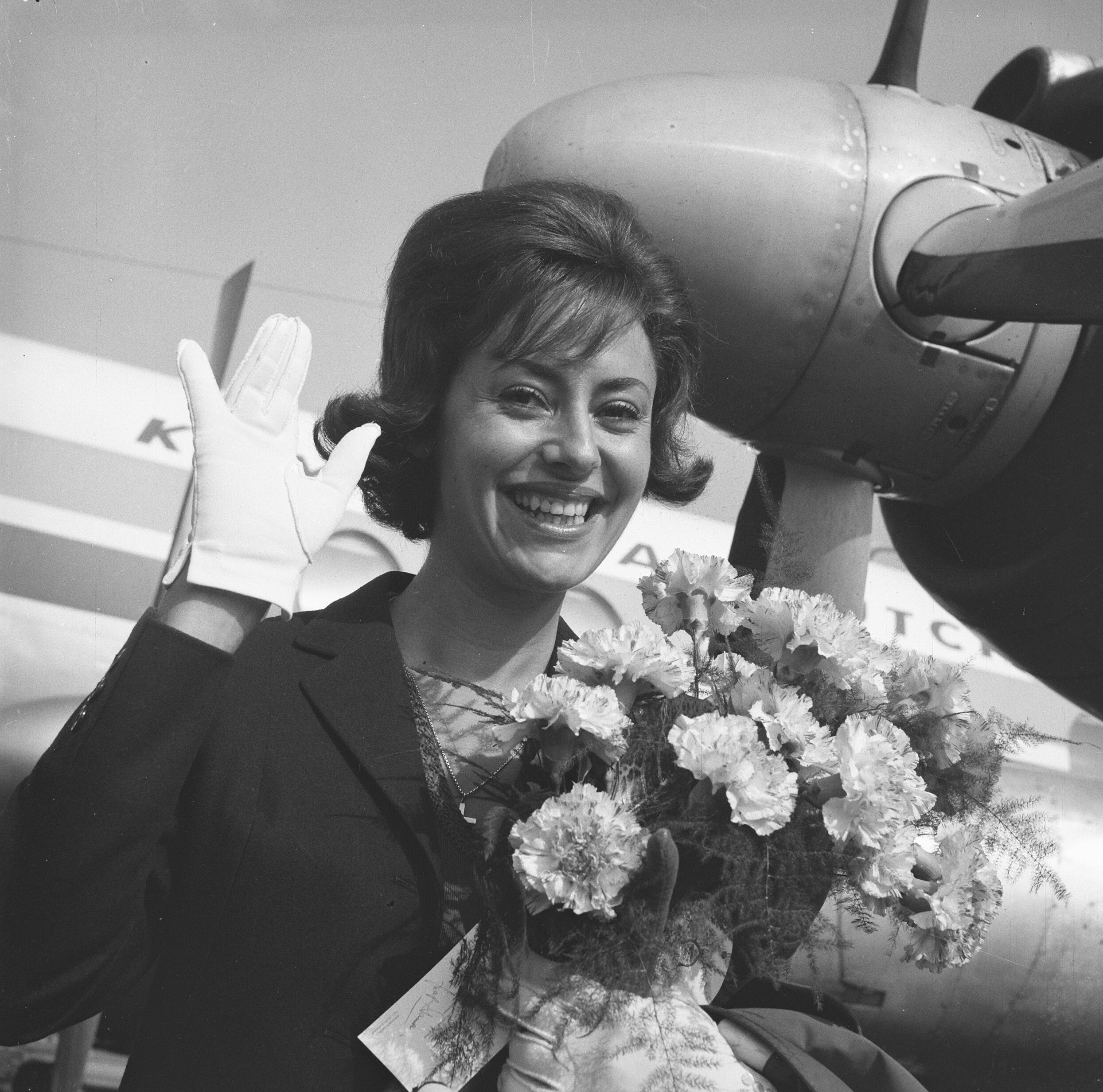
Caterina Valente w Amsterdamie (1962)
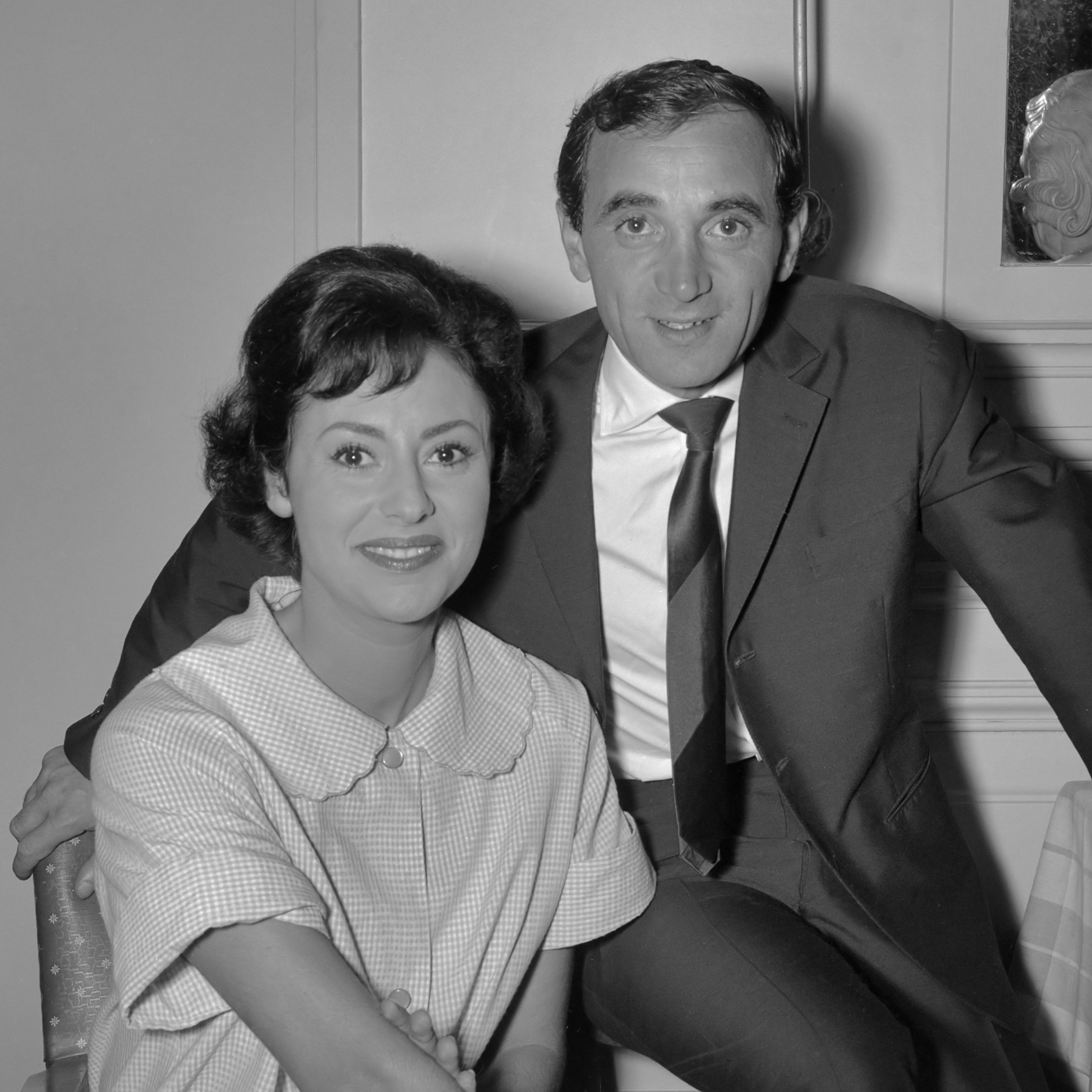
Caterina Valente i Charles Aznavour (1961)